# Coton FC
Der Coton Football Club (auch Coton Sport FC, Coton Sport Ouidah oder Coton FC de Ouidah) ist ein beninischer Fußballverein aus Ouidah.

## Geschichte
Gegründet wurde der Verein 1999 ursprünglich unter dem Namen Taneka FC und mit Sitz in Natitingou. Die Rechte wurden dann im Januar 2021 von dem Eigentümer SEAM Promotion an eine kurz zuvor ins Leben gerufene Gesellschaft übertragen, deren Anteile ausschließlich bei der Aktiengesellschaft Sodeco liegen. Als erster Trainer wurde der Franzose Victor Zvunka engagiert, die Heimspiele werden im 3000 Plätze fassenden Stade Omnisports ausgetragen.
Im Championnat National du Benin, der ersten Liga des westafrikanischen Landes, gewann Coton FC in der Spielzeit 2021/2022 erstmals die Meisterschaft. In der Folge trat der Club 2022/2023 in der CAF Champions League, dem wichtigsten afrikanischen Vereinsfußballwettbewerb an. In der Vorrunde setzte sich dabei der Gegner ASEC Mimosas in zwei Partien kumuliert mit 4:1 durch.

## Erfolge
- Beninischer Meister: 2022, 2023, 2024

## Bekannte Spieler
Für den Club sind oder waren Spieler aktiv, die auch für ihre Nationalmannschaft nominiert wurden:
- Romaric Amoussou
- Salim Bawa[7]
- Bio Chabi[8]
- Bachirou Sika[9]

## Statistik in den CAF-Wettbewerben
| Wettbewerb                   | Runde    | Gegner       | Hinspiel | Rückspiel |  |
| ---------------------------- | -------- | ------------ | -------- | --------- |  |
|                              |          |              |          |           |  |
| CAF Champions League 2022/23 | Vorrunde | ASEC Mimosas | 1:2 (H)  | 0:2 (A)   |  |